# Xã Moreau, Quận Moniteau, Missouri
Xã Moreau (tiếng Anh: Moreau Township) là một xã thuộc quận Moniteau, tiểu bang Missouri, Hoa Kỳ. Năm 2010, dân số của xã này là 740 người.